# HD 25602
HD 25602，又名BD+53 732，SAO 24411、HR 1255，是一颗恒星，视星等为6.31，位于銀經149.18，銀緯1.4，其B1900.0坐标为赤經3h 58m 49s，赤緯+53° 1.4′ 19″。